# Aerocondor Colombia
Aerovías Cóndor de Colombia S.A. ou  Aerocondor Colombia, foi uma companhia aérea de capital privada na Colômbia. Foi fundada em Barranquilla onde manteve sua sede principal até o final.

## Fundação
Em 3 de fevereiro de 1955, a Aerocondor foi fundada por seis ex-pilotos das companhias aéreas Lansa e Avianca. Os capitães Gustavo López, Juan B. Millon, Eduardo González, Luis Donado, Julio Flores e Enrique Hanaberghin reconhecido em conjunto a oportunidade de estabelecer uma nova companhia aérea a oferecer serviços de carga aérea em toda a República da Colômbia da cidade industrial de Barranquilla. As operações de voo começaram em agosto de 1955 com aeronaves Curtiss C-46 Commando, e em 7 de Outubro de 1955, foram adicionados os primeiros voos de carga programados, que foram posteriormente complementados pelo Douglas DC-3. Com a expansão da companhia aérea nos primeiros anos da fundação, a maioria da frota de aeronaves foi reconfigurada para o tráfego de passageiros; o primeiro voo de passageiros ocorreu em 12 de janeiro de 1960. Na década de 1960, as aeronaves com motor a pistão Douglas DC-4, DC-6-B e Lockheed L-1649 Starliner foram adicionadas à frota. Essas aeronaves permitiram que a Aerocondor iniciasse, em 1963, o tráfego aéreo internacional entre Barranquilla e Miami.

## Conexões internacionais e era de turboélice

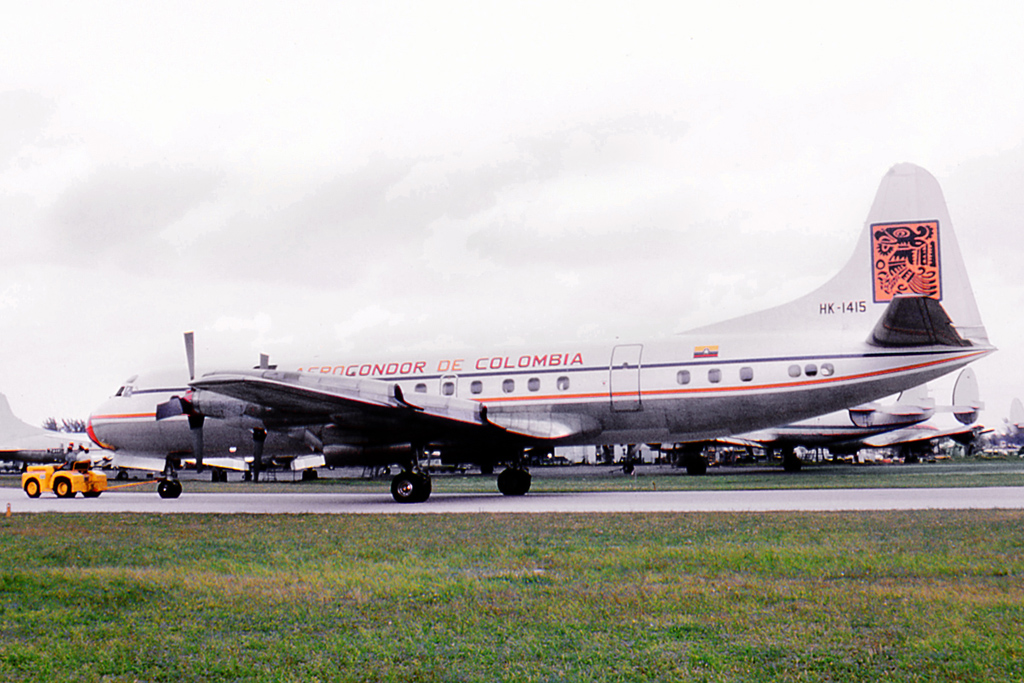
Lockheed L-188 Electra da Aerocondor em Aeroporto Internacional de Miami 1970

Em 1º de maio de 1969, a companhia aérea entrou na era do turboélice, quando colocou em funcionamento a várias aeronaves Lockheed L-188 Electra adquiridas da American Airlines. Essas aeronaves substituíram gradualmente a frota de aeronaves clássicas de motor a pistão da companhia aérea no início da década de 1970. Em 1972, a companhia aérea adquiriu uma rara aeronave Canadair CC-106 Yukon exclusivamente para operações de carga aérea.

## A era do jato

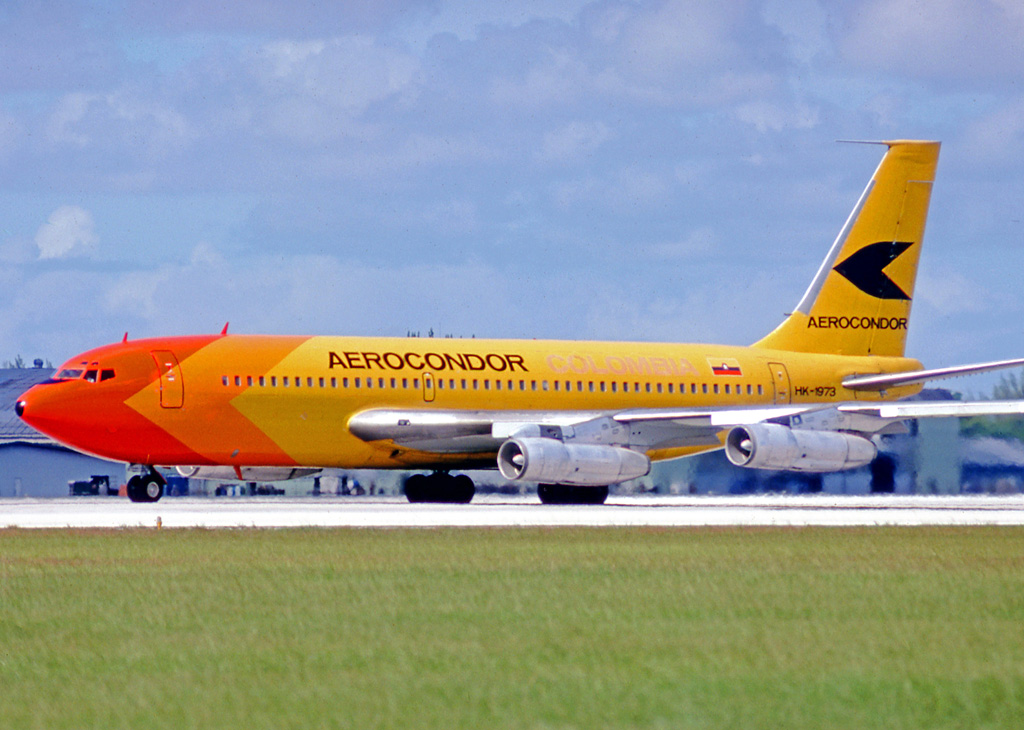
Boeing 720-023B de Aerocondor operando no Aeroporto Internacional de Miami em 1975

Em dezembro de 1972, a Aerocondor Colombia entrou na era do jato com a aquisição de um Boeing B720-023B da McCulloch International Airlines.  Esta aeronave foi completada em 1974 por um segundo ex-McCulloch B720-023B. A introdução da aeronave B720-B modernizou a imagem da companhia aérea e impulsionou o potencial de expansão ainda maior. Isso permitiu que a companhia aérea configurasse voos para Aruba, Curaçao, Guatemala, Panamá, Porto Príncipe e Santo Domingo e, ao mesmo tempo, aumentasse a frequência de seus voos para Miami a partir das principais cidades da Colômbia, Bogotá e Medellín. A maioria desses serviços era direta, mas alguns voos também foram feitos através da ilha caribenha de San Andrés para vários destinos internacionais.
Naquela época, a Aerocondor se tornou uma companhia aérea respeitada e foi considerada a segunda companhia aérea internacional na Colômbia.  Ela também começou a competir internacionalmente com a companhia aérea nacional do país, a Avianca, para a preocupação da administração do tráfego aéreo e dos representantes políticos que queriam proteger os interesses da Avianca.
Em 1975, o Controle Financeiro da Aerocondors passou de seus fundadores para Jorge Barco Vargas, ex-presidente da Aeronáutica Civil e irmão de um ex-presidente da República. A expansão da Aerocondor continuou no início de 1976 e a companhia aérea adquiriu três aeronaves B707-123B anteriores da American Airlines. Uma dessas aeronaves (HK-1818) foi convertida em um mero cargueiro, uma das poucas conversões do tipo B707-120B. Essa aeronave em particular foi implantada quase exclusivamente entre Medellín e Miami para apoiar o lucrativo mercado de exportação de flores que ainda existe hoje entre a Colômbia e os Estados Unidos. No final dos anos 1970, a empresa também começou a dissolver sua frota de turboélice L-188 Electra. Duas dessas aeronaves foram vendidas para a VARIG Brazilian Airlines, enquanto as três restantes permaneceram com a companhia e foram convertidas em cargueiros.

## Primeiro Airbus na América Latina

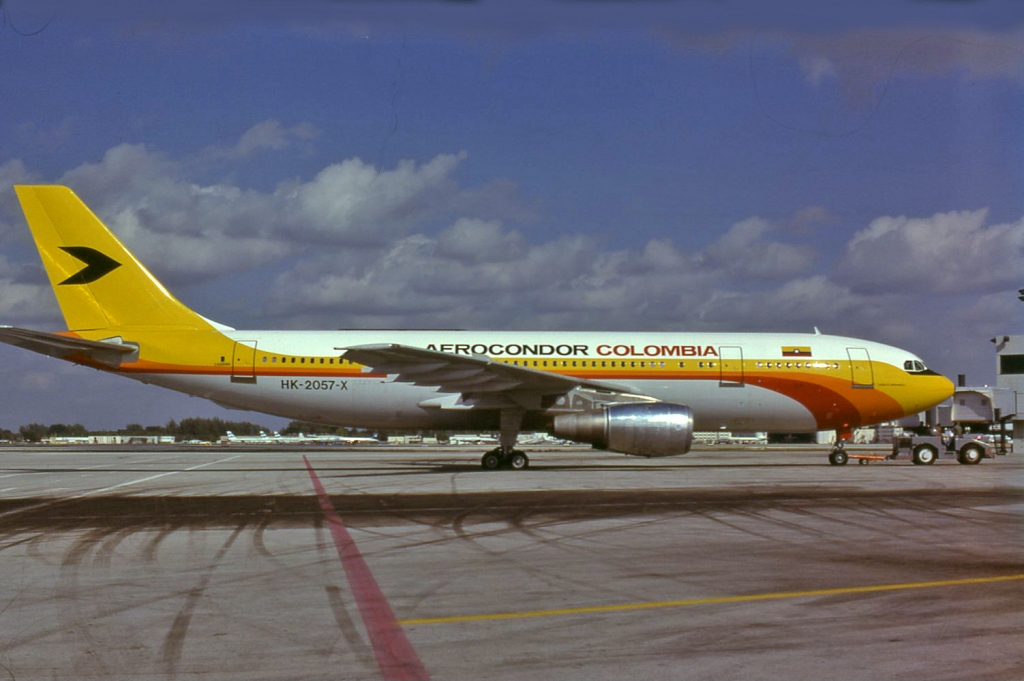
A300B4-2C da Aerocondor, 1978 no Aeroporto Internacional de São Francisco

O ano de 1977 foi um ano de orgulho para a Aerocondor Colombia quando a empresa entrou na era dos aviões de fuselagem larga com a aquisição do novíssimo Airbus A300B4 chamado "Ciudad de Barranquilla", nomeado em homenagem ao porto de origem da companhia aérea. Esta aeronave foi o primeiro jato de grande capacidade do tipo Airbus A300B, usado por uma companhia aérea latino-americana. O avião foi colocado em serviço em rotas altamente competitivas entre Miami e a Colômbia. Os planos para solicitar um segundo Airbus A300B em 1978 ficaram sem realização.

## O declínio
Em 1979, a propriedade da Aerocondor foi novamente transferida para os irmãos Cotes e Calderon.  Pouco tempo depois, a companhia aérea, já financeiramente sobrecarregada, passou por uma grave crise, uma situação que foi mais causada pelo mau controle e pela corrupção interna. O Airbus A300B foi finalmente devolvido aos seus locadores.  Em maio de 1980, a empresa faliu e cessou suas operações.
Por um tempo, restou a esperança de que a Aerocondor Colombia pudesse reiniciar seus serviços, mas as negociações entre pilotos, administradores de insolvência e o governo colombiano não poderiam garantir nenhuma ajuda e levar ao renascimento da empresa. A frota aérea com as aeronaves clássicas B707-120 e B720-B e o turboélice Electra L-188 permaneceram no solo e foram excluídas do registro de aeronaves colombianas. Finalmente, a maioria das aeronaves restantes foram exploradas.
Em 16 de junho de 1985, a empresa Aerocondor Colombia foi liquidada. Anos depois, a falência da Aerocondor ainda é um dos mais longos processos de insolvência de uma empresa na Colômbia.

## Frota
Aeronaves usadas ao longo dos anos foram:
- Curtiss C-46 Commando (7)
- Douglas DC-3 (2)
- Douglas DC-4 (3)
- Cessna T-50 (2)
- Cessna 180 (1)
- De Havilland Canada DHC-2 Beaver (1)
- Douglas DC-6 (3)
- Lockheed L-188 Electra (7)
- Canadair CC-106 Yukon (1)
- Boeing 720B (2)
- Boeing 707 (3)
 2  passageiro e  1  somente carga
- Airbus A300-B4 (1)